# (13956) Banks
(13956) Banks ist ein im mittleren Hauptgürtel gelegener Asteroid. Er wurde am 15. November 1990 von dem belgischen Astronomen Eric Walter Elst am La-Silla-Observatorium der Europäischen Südsternwarte in Chile (IAU-Code 809) entdeckt. Eine Sichtung des Asteroiden hatte es vorher schon am 21. Dezember 1982 unter der vorläufigen Bezeichnung 1982 YC2 am Krim-Observatorium in Nautschnyj gegeben.
Die Rotationsperiode des Asteroiden wurde 2009 und 2021 von Brian D. Warner untersucht, sowie 2015 von Adam Waszczak, Chan-Kao Chang, Eran Ofek et al. und 2020 von András Pál, Róbert Szakáts, Attila Bódi et al.; die Lichtkurven reichten jedoch nicht zu einer Bestimmung aus.
(13956) Banks wurde am 19. September 2005 nach dem englischen Botaniker Joseph Banks (1743–1820) benannt, der James Cook auf seiner ersten Reise und Weltumsegelung begleitete und zahlreiche naturwissenschaftliche Entdeckungen machte. Nach James Cook war schon 1986 ein Asteroid des äußeren Hauptgürtels benannt worden: (3061) Cook.